# Megaphragma caribea
Megaphragma caribea (лат.) — вид хальцидоидных наездников рода Megaphragma из семейства Trichogrammatidae. Один из самых мелких представителей насекомых, достигающий длины 0,1—0,1778 мм (170 микрометров).

## Распространение
Гваделупа, в восточной части Карибского моря.